# Artem Milevskyi
Artsyom Uladzimeravich Milewski - em bielorrusso, Арцём Уладзімеравіч Мілеўскі (Mazyr, 12 de janeiro de 1985) - é um ex-futebolista bielorrusso naturalizado ucraniano.

## Carreira
Milewski jogou no futebol bielorrusso juvenil, chegando a atuar pela equipe sub-16 da Bielorrússia no campeonato europeu da categoria. Em 2000, já estava na Ucrânia, país pelo qual passou a integrar categorias juvenis superiores. Aos 17 anos, estreou na liga principal do país, como jogador do Dínamo Kiev. 
Seu último clube como jogador profissional foi o FC Mynai.

## Seleção Ucraniana
Nos tempos de URSS, seu nome era russificado para Artyom Vladimirovich Milevskiy (Артём Владимирович Милевский, em russo).
Adquiriu a cidadania ucraniana a partir de influência do presidente do Dínamo Kiev junto ao presidente da Associação Ucraniana de Futebol, irmão do dirigente. Adotou o nome Artem Volodymyrovych Milevs'kyi (Артем Володимирович Мілевський, em ucraniano), e foi chamado à Copa do Mundo de 2006 ainda sem ter defendido a Seleção Ucraniana principal. Estreou pela Ucrânia na partida contra a Arábia Saudita, substituindo Andriy Shevchenko.
No mundial, sobressaiu-se com uma cobrança de pênalti ao estilo cavadinha nas oitavas-de-final contra a Suíça, manobra que já havia utilizado meses antes contra os Países Baixos na Eurocopa sub-21 daquele ano.

## Títulos

### Prêmios individuais
- Equipe do torneio do Campeonato Europeu Sub-21 de 2006[2]